# Mabox Linux
Mabox Linux es una distribución Linux de origen polaco, basada en Manjaro y posee a Openbox como gestor de ventanas, y posee un modelo de desarrollo rolling release o de Liberación continua, similar a Arch Linux.
Se inspiró en CrunchBang Linux y utiliza el gestor de temas hecho por BunsenLabs para Openbox, adaptada por Mabox.

## Características
Mabox Linux tiene las siguientes características:
- Está disponible para sistemas de 64 bit (x86_64/amd64).
- Emplea el instalador visual Calamares, así la instalación de sucede con la sesión de arranque en vivo o live.
- Gestor de ventanas Openbox WM.
- tint2 como panel predeterminado.
- Posee menús y paneles laterales basados en jgmenu.
- conky como monitor del sistema.
- Mabox está basado en la rama de Manjaro estable.
- Mabox utiliza núcleos de Linux LTS por defecto:[3]

- Las imágenes ISO están disponibles para dos versiones de núcleos Linux:

- linux515 – por hoy es el más actualizado LTS kernel o núcleo de Linux de soporte con más larga duración
- linux54 – es núcleo linux o LTS kernel más antiguo pero que puede soportar sistemas de hardware más viejos

- Posee el Manjaro Application Utility 1.3.2, y Pamac 10.4.1-1, para instalar software, además de realizando vía pacman por terminal, la cual es terminator.

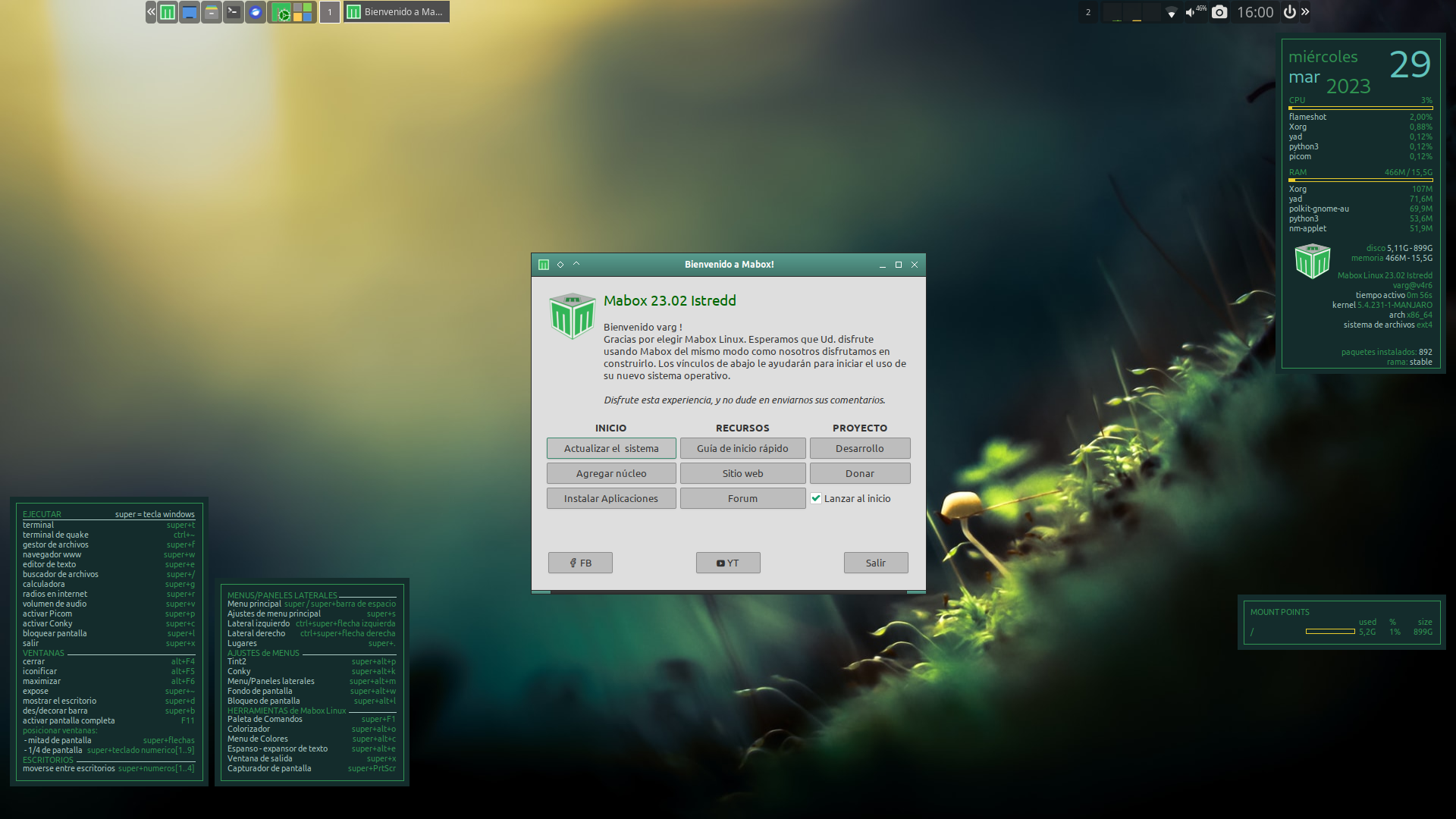
Mabox, en el primer arranque, denominado mwelcome[5])
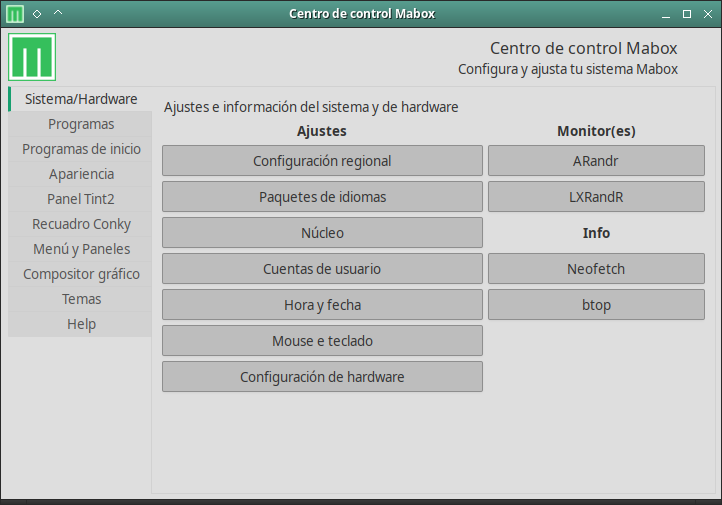
Mabox Linux posee el Centro de Control Mabox (Mabox Control Center), que permite configurar y ajustar el sistema/hardware, programas, programas de inicio, apariencia, panel tint2, recuadro conky, menús y paneles, compositor gráfico, y temas.
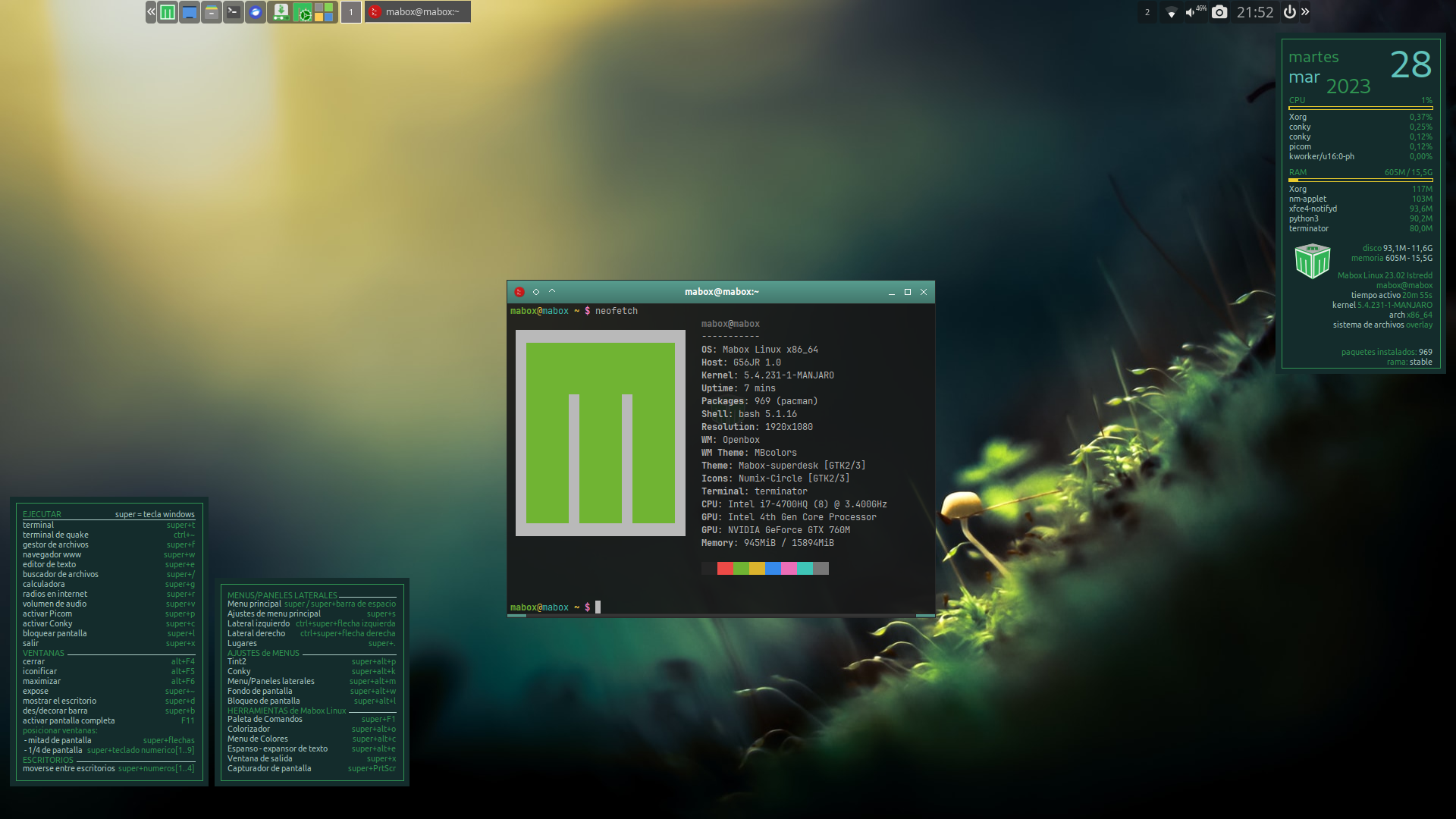
Neofetch en Mabox Linux 23.02